# 南方熊楠
南方熊楠（日语：／ Minakata Kumagusu，1867年5月18日—1941年12月29日）為日本學者，生於和歌山县和歌山市，主要學術領域為博物學、生物學、宗教學與民俗學等，生物學上，熊楠主要研究黏菌和隱花植物，熊楠對哲學也深入研究，精研佛學，曾以《華嚴經》探討宇宙現象。對神道也有獨特的見解。同時也是個語言天才，精通英語、德語、法語、意大利語、西班牙語、拉丁語，也擅長中國漢文。

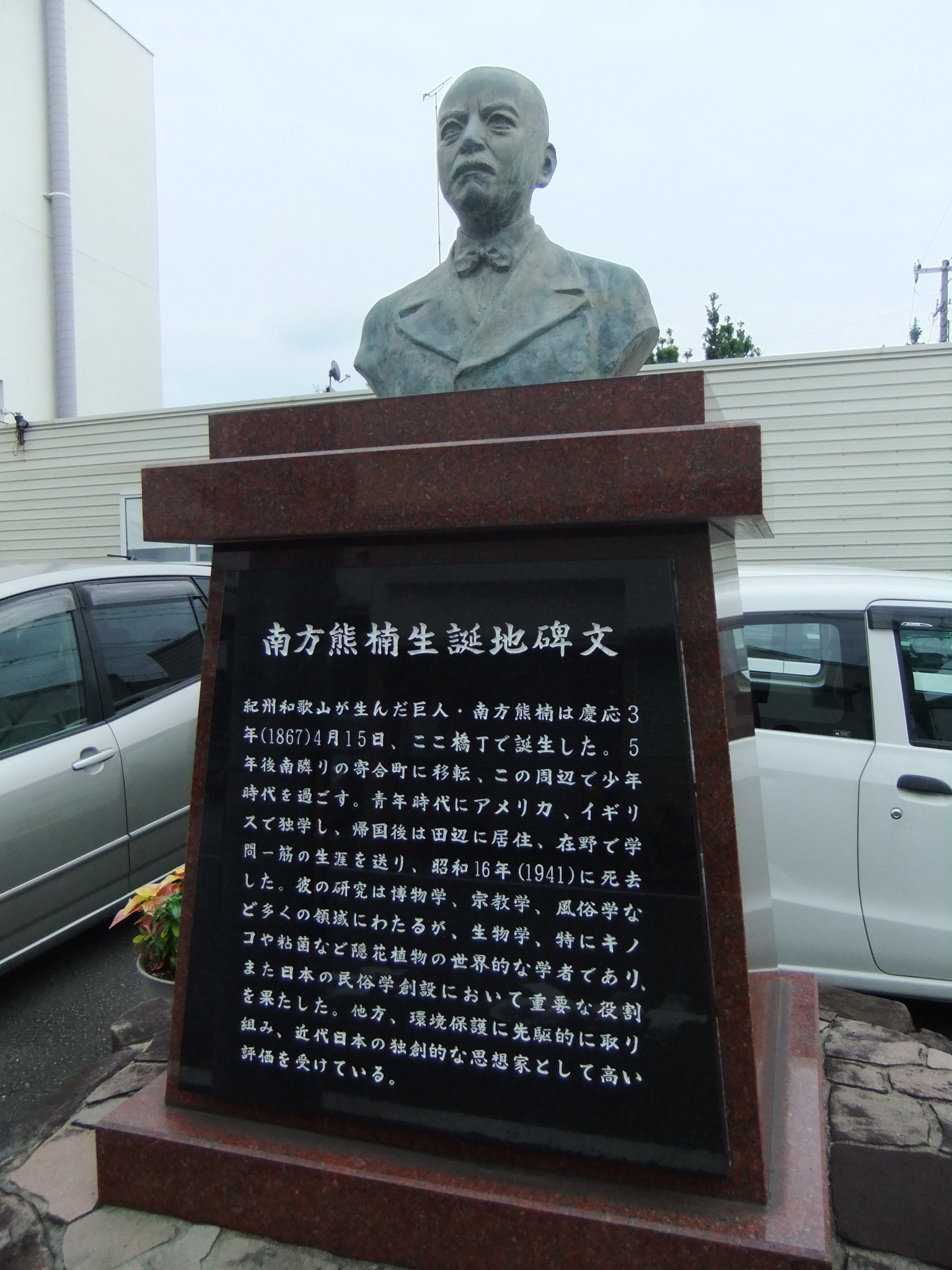
出生地和歌山市的南方熊楠胸像

柳田國男尊稱熊楠為「日本人可能性的極限」。明治大學野生科學研究所所長中澤新一，稱其為「突破日本人潛力極限之人」。

## 生平
家族在和歌山經營五金行，幼時體弱多病，故以「熊」野權現寄居的子守「楠」神社而取名，希望熊野權現神靈護佑。
少時入讀共立學校，後考取東京帝國大學預科，因為代數不及格，憤而退學，留學美國密西根州立農業學院（今密西根州立大學），又輟學，到古巴踏勘新物種，後到英國的大英博物館作研究，並在英國與中國革命家孫文結為好友，孫文曾向犬養毅稱揚熊楠「君遊學歐美將廿年，博通數國語言文字，其哲學理學之精深，雖泰西專門名家每為驚倒，而為植物學一門尤為造詣。君無心名利，苦志於學，獨立獨行，十餘年如一日，誠非人可及也。」1929年曾為同是黏菌學者的昭和天皇經筵進講，並向天皇展示了一百餘種標本。

## 軼事
在共立學校就讀時，熊楠與同學一同參與學運「賄征伐」，熊楠不採取暴力手段，他只是不斷添飯；其中熊楠吃了28碗，是參加者中食量最多者。而其他人扔掉飯櫃、弄翻鍋子的時候，熊楠仍然只是不斷進食。因此，後來供餐業者甚至為熊楠辯護，形容他「為人文靜，絕非暴徒」（かような静かな御仁はない。決して乱暴はなさらぬ）。然而，熊楠因進食過量而患上胃病，苦不堪言。

## 影视
- 《名侦探柯南》第255集、第256集“南纪白滨神秘之旅”（上下）中提到南方熊楠纪念馆。

## 腳註資料
1. ↑  田村義也「語学力」（『南方熊楠大事典』129-133頁）
2. ↑  南方熊楠　日本人の可能性の極限. 中央公論新社. 2015年4月25日
3. 1 2  南方熊楠：突破日本人潛力極限之人
4. ↑  .   [2019-12-23]. （原始内容存档于2019-12-23）.
5. ↑  飯倉照平（日语：飯倉照平）. . 密涅瓦日本評傳選（日语：ミネルヴァ日本評伝選）. 密涅瓦書房. 2006. ISBN 978-4623047611 （日语）.pp.26-27
6. ↑  坪內祐三（日语：坪内祐三）. . 新潮文庫（日语：新潮文庫）. 新潮社. 2011. ISBN 978-4101226347 （日语）. pp.102-103